# Schauerkerze

Schwarze Schauerkerze aus der Wallfahrtsbasilika Maria Absam

Schauerkerzen, auch Wetterkerzen oder Gewitterkerzen genannt, sind gesegnete Kerzen, die im Brauchtum zum Gebet angezündet werden, um bei nahendem Unwetter Schäden und Blitzeinschläge abzuwenden. Das Brauchtum ist heute vorwiegend im Voralpen- und Alpengebiet verbreitet.  
Je nach örtlichem Brauch gibt es sowohl schwarze als auch weiße Wetterkerzen. Zuweilen werden beide Varianten an einem Ort und mit denselben Abbildungen im Devotionalienhandel angeboten. Die Kerzen werden häufig an Wallfahrtsorten verkauft und sind mit einer Abbildung des jeweiligen Gnadenbildes (oft der Gottesmutter oder der hl. Anna) oder Abbildungen des Wallfahrtsortes versehen, gelegentlich auch mit Anrufungen bestimmter Heiliger oder Teilen des Wettersegens. Daneben werden aber auch schlichte Kerzen verwendet.

## Geschichtliche Entwicklung
Der Brauch, Schauer- oder Wetterkerzen anzuzünden, nahm vermutlich von der Spendung des Wettersegens seinen Ausgang. Dieser wird, vor allem in ländlichen Gegenden, meist zwischen dem früheren Fest der Kreuzauffindung (3. Mai) und dem Fest Kreuzerhöhung (14. September) am Ende der Heiligen Messe gespendet. 
Erste Erwähnung der Schauerkerzen in kirchlichen Unterlagen lassen sich für das Jahr 1497 und nochmals 1512 finden, als eine Kirche in Ingolstadt beim örtlichen Händler Wachs „zu den schauerkertzen“ kaufte. 1565 ist für das Fest der heiligen Märtyrer Johannes und Paulus am 26. Juni der Brauch einer Kreuzprozession mit fünf Kerzen von Landshut nach Geisenhausen nachgewiesen.
An mehreren Wallfahrtsorten blieben größere Mengen gestifteter Kerzen erhalten, von denen manche so schwer wie Osterkerzen waren. So hat sich eine größere Kerzensammlung im Kloster Andechs erhalten. Wegen ihrer äußerlichen Ähnlichkeit mit anderen Kerzen, die ex voto, also als Votivgabe, gestiftet wurden, ist es allerdings nicht mehr möglich, zu bestimmen, ob es sich dabei jeweils um eine Wetterkerze handelt oder nicht. Eine größere Kerzensammlung befindet sich im Kloster Andechs. Allein aus der Anzahl von 230 Kerzen wird geschlossen, dass auch Wetterkerzen darunter sein müssen. Diese ex voto gestifteten Schauerkerzen blieben in den Kirchen, mitunter war es üblich, den Küster für ihre Entzündung eigens mit einer Zulage zu entlohnen.

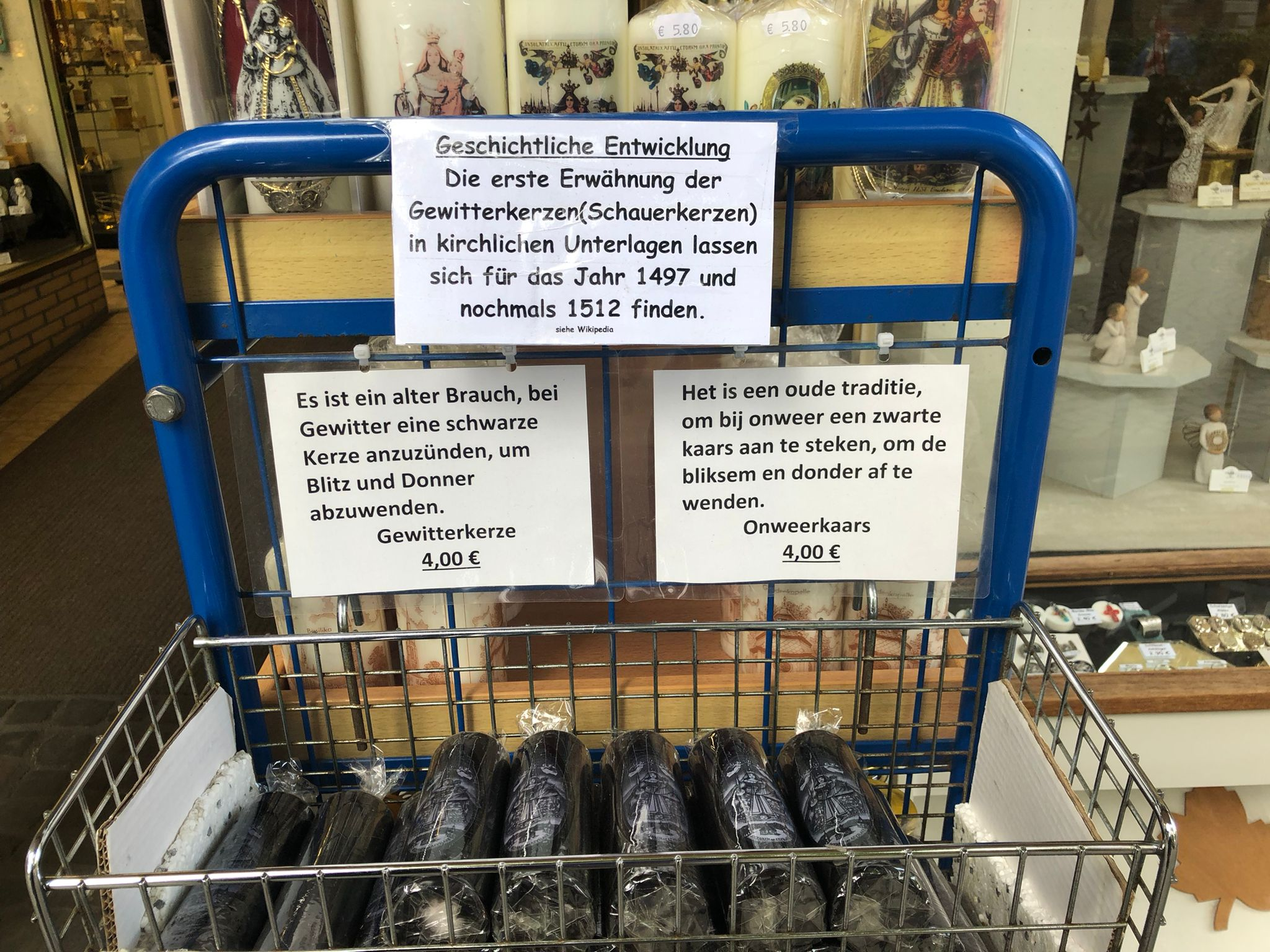
Gewitterkerzen in Kevelaer

Neben diesen zumeist weißen ex voto gestiftete großen Kerzen etablierten sich zwischen dem 16. und 18. Jahrhundert kleinere schwarze Wetterkerzen für den Hausgebrauch, wie sie z. B. in Walldürn, Andechs, Vierzehnheiligen oder Altötting erhältlich sind. Solche Wetter- bzw. Schauerkerzen werden in kirchlichen Unterlagen erstmals 1675 erwähnt. Auch in Kevelaer werden mittlerweile Gewitterkerzen angeboten. Dort fand die Marienerscheinung zwar erst 1642 statt, aber die Kerzentradition wird ohnehin auf Wikipedia zurückgeführt. Bis heute werden Wetter- bzw. Schauerkerzen in manchen katholischen Haushalten im Herrgottswinkel oder neben dem Weihwasserbecken aufgestellt. Bei nahendem schwerem Gewitter, Hagelschlag, Sturm oder anderen drohenden Wetterunbilden wird die Kerze angezündet und ein Bittgebet gesprochen. Durch die Anrufung Gottes und der Heiligen sollten Mensch, Tier, Haus und Hof vor Schaden durch das Unwetter, besonders Blitzschlag, bewahrt bleiben. 
Die Farbe schwarzer Schauerkerzen rührte ursprünglich davon her, dass man sie aus von den Küstern gesammeltem Tropfwachs und den Überresten von Wachsbildern herstellte; das Wachs war deshalb durch die Beimengung von Kerzenruß schwarz gefärbt. Während noch ein Landshuter Verwaltungsakt aus dem Jahre 1700 das Nachmachen von Wetterkerzen aus Wachs, das nicht aus der dortigen Gedenkkapelle stammte, untersagte, hatte sich 1785 die Herstellung der Altöttinger Wetterkerzen aus gekauftem schwarzem Wachs etabliert, da das Tropfwachs aus den Kirchen den Bedarf an Wetterkerzen nicht decken konnte.

## Kerzenweihe
Schauer- bzw. Wetterkerzen werden meist mit anderen Kerzen bei der Kerzenweihe zu Lichtmess gesegnet; die Segnung kann aber auch zu jeder anderen Zeit durch einen Priester oder Diakon erfolgen.